# Везировы
Везировы — азербайджанский дворянский род.
При вхождении азербайджанских ханств в состав Российской империи, правители лишались многих функций, превращаясь в местных чиновников, их власть постепенно ликвидировалась. Местное правительство было преимущественно сохранено.
Согласно российскому историку С.Семанову: после вхождения Азербайджана в состав России вся местная аристократия получила «полные права с русским дворянством».
Аги как правило, приравнивались к нетитулованному дворянству, а ханы, беки — к князьям. Тем не менее, не все из перечисленных родов были подтверждены в княжеском достоинстве в Российской империи. В случае, когда представители одного рода утверждались в княжеском достоинстве раздельно, они (и их потомки), с точки зрения законов Российской империи, рассматривались как отдельные роды.
Родоначальником этой семьи является Мирза Джамал Джеваншир (Карабагский) — азербайджанский историк, с 1797 по 1822 гг. везирь Карабахского ханства при Ибрагим Халиле-хане и Мехти Кули Хане. Происходил из рода Джеванширов.

## Известные представители
- Джеваншир, Мирза Джамал — везирь при карабахских ханах Ибрагим Халиле и Мехтикули.
- Везиров, Абдурахман Халил оглы — советский и азербайджанский политический деятель, дипломат.
- Везиров, Сулейман Азадович — советский государственный деятель, организатор нефтяной промышленности.
- Везиров, Азад-бек — российский и азербайджанский военный деятель, полковник.
- Везиров, Бахрам-бек — азербайджанский общественный и государственный деятель, член парламента Азербайджанской Демократической Республики (1918-1920), поэт.
- Везирзаде, Аслан Зейналабдин оглы — азербайджанский минералог и кристаллограф, профессор, Заслуженный деятель науки Азербайджанской ССР.
- Чеменземинли, Юсиф Везир (наст. фамилия Везиров) — азербайджанский писатель, прозаик, публицист, драматург, историк, фольклорист и политический деятель.